# Década de 700
Séculos: (Século VII - Século VIII - Século IX)
Décadas: 650 660 670 680 690 - 700 - 710 720 730 740 750
Anos: 700 - 701 - 702 - 703 - 704 - 705 - 706 - 707 - 708 - 709